# Storie di san Lorenzo al Pozzo
Storie di San Lorenzo al Pozzo è il nome di un ciclo di teleri commissionati dal Duomo di Novara e realizzati dal pittore Filippo Abbiati tra il 1684 e il 1692. I teleri raffigurano vicende che hanno come protagonista san Lorenzo, protomartire di Novara.
Secondo l'agiografia locale Lorenzo venne ucciso nel 393 d.C. insieme ad alcuni fanciulli che stava catechizzando. Venne sepolto e sul luogo della sua sepoltura venne edificata una basilica demolita nel 1552, il suo sepolcro era chiamato puteus, dal XVI secolo il termine venne erroneamente identificato con un pozzo nel quale sarebbe stato gettato il cadavere del santo e dei fanciulli, il pozzo entrò stabilmente nell'iconografia del santo.
Una libera reinterpretazione della vita e delle opere del protomartire era già stata inclusa nel 1612 nell'opera Novaria Sacra di Carlo Bascapè. La decisione di trasporre la storia in opere figurative risale all'episcopato di Giuseppe Maria Maraviglia, vescovo di Novara dal 1667 al 1684 e a quello successivo di Giovanni Battista Visconti, vescovo dal 1688 al 1713.
Il progetto del ciclo pittorico viene redatto dal canonico del duomo di Novara Pietro Paolo Casati che si occupò della scenografia basata sui dati storici raccolti dal frate cappuccino Giuseppe Maria Bagliotti e pubblicati con dedica a Ferrante Nazzari teologo e canonico del duomo che optò per la forma celebrativa dei teleri, in modo analogo a quelli realizzato per il ciclo mariano della chiesa di Santa Maria Assunta ad Orta e ai teleri della chiesa di San Marco a Novara.
L'incarico venne affidato a Filippo Abbiati che vi lavorò presumibilmente dal 1684 ma con maggiore intensità dall'arrivo del nuovo vescovo e avvalendosi di alcuni allievi fra i quali Carlo Donelli. I teleri vennero inaugurati nel 1692.
In origine i 31 teleri vennero collocati nel coro, nel presbiterio e nella navata centrale dell'antica chiesa romanica presente prima della lunga ristrutturazione e demolizione che ha portato all'edificio attuale. In seguito vennero distribuiti tra la chiesa, le sagrestie e il vescovado.
Ne sono conservati 24, le descrizioni in endecasillabi opera del Casati vennero raccolte in un libretto di 64 pagine in 8° intitolato Le prove dell'istoria dipinta ne' quadri di San Lorenzo al Pozzo esposta per la prima volta nella Cattedrale di Novara e pubblicato a Novara nel 1692 da Francesco Liborio Cavallo, l'ultimo esemplare noto si trovava presso la Biblioteca Ambrosiana dove andò distrutto.

## I teleri
I teleri rimanenti sono 24, 21 di essi sono 240x360 cm gli altri sono di dimensioni minori, tutti sono sormontati da cartelli 148x290 con scritte in endecasillabi.
- Lorenzo arriva a Novara, (Sala interna del Vescovado)
- Lorenzo battezza i nuovi fedeli, (a Torino)
- Macerazione del Santo confortato da Gesù, (a Torino)
- Tentazioni di Lorenzo, (Sala interna del Vescovado)
- Lorenzo nello studio, 240x210, (Vescovado, scala d'onore)
- Lorenzo accoglie il giovane Gaudenzio (Cattedrale, lato destro del coro)
- Lorenzo erige la chiesa d'Ognissanti, (Sala interna del Vescovado)
- Lorenzo prende commiato da San Gaudenzio e da Sant'Eusebio, (a Torino)
- Lorenzo riceve la lettera di Sant'Eusebio in esilio, (a Torino)
- Lorenzo seda un diverbio tra fedeli e pagani, (Vescovado, vestibolo dell'archivio)
- Lorenzo insegna il catechismo ai fanciulli, (Cattedrale, nell'ingresso)
- Lorenzo consola gli infermi, (Sala interna del Vescovado)
- Lorenzo disputa con gli ariani, (Cattedrale, lato sinistro del coro)
- Lorenzo distrugge gli idoli, (Sala interna del Vescovado)
- Lorenzo è messo a morte coi fanciulli, (Cattedrale, corridoio della sacrestia)
- I cadaveri dei martiri sono gettati nel pozzo, (Sala interna del Vescovado)
- Gaudenzio celebra i funerali dei martiri, (Sala interna del Vescovado)
- Il fonte miracoloso, (Sala interna del Vescovado)
- Le reliquie di Lorenzo vengono trasferite in Duomo dal Bascapé, (Cattedrale, ingresso lato canonica)
- Clemente VIII approva l'officio di Lorenzo (in Duomo)
- Innocenzo I riconosce la santità di Lorenzo, (Vescovado, vestibolo dell'archivio)
- 2 soggetti non identificati di dimensioni minori in Cattedrale negli specchi della navata sinistra